# Дуброво (Борковское сельское поселение)
Дуброво (карел. Dubrova) — деревня в Борковском сельском поселении Бежецкого района Тверской области России.

## География
Расположена на правом берегу реки Уйвешь, граничит на юге с деревней Заречье, с которой связана просёлочной дорогой.

## Население
| 2008 | 2010 |
| ---- | ---- |
| 68   | ↘60  |